# Sybropis frontalis
Sybropis frontalis là một loài bọ cánh cứng trong họ Cerambycidae.